# Vonzat
| A vonzat alapvetően meghatározza az ige jelentését | A vonzat alapvetően meghatározza az ige jelentését |
| --- | -------------------------------------------------- |
| tart vmit | tartja a lámpát                                    |
| tart vhol | az ötödik fejezetnél tart                          |
| tart vmit vhol | a pénzét a bankban tartja                          |
| tart vmit vhova | a kezét a kályhához tartja                         |
| tart vmitől | tart a kígyóktól                                   |
| tart vkit vminek/vmilyennek | őt rendes (ember)nek tartja                        |
| tart vkit vmennyire | sokra tartja őt                                    |
| tart vmit vmilyen állapotban | melegen tartja a kezét                             |
| tart vmerre, vhová | a városba, a város felé tart                       |
| tart vmeddig [helyileg] | a körútig tart                                     |
| tart vmeddig [időben] | két órán át, ötig tart                             |
| tart vkivel | veled tartok                                       |
| Továbbá: állandósult szókapcsolatok, mint úgy tartják, jól tart vkit, igényt tart vmire, számon tart vmit, távol tartja magát vmitől stb. A vonzat sok más ige jelentését is lényegesen befolyásolja, pl. jár vhova, jár vhol, jár vmivel, jár vkivel, jár vhogyan, jár vmiben, jár vkinek vmi, jár (az idő) vmikorra, illetve vonzat nélkül. |                                                    |

A vonzat kötött bővítmény, amelyet egyes szavak mondattanilag és jelentéstanilag megkívánnak, és amely meghatározott alakú. Egy szó jelentése olykor nem is határozható meg a szövegbeli, konkrét vonzatának ismerete nélkül (l. a mellékelt táblázatot).

## A vonzatszerkezet tagjai
A vonzatszerkezet alaptagja a régens (ami vonz valamit), bővítménye pedig a rektum (amit a régens vonz). A régens már a szótárban megadható jelentésében is megkívánja maga mellé a vonzatot, valamint a két tag között szemantikai (jelentésbeli) kapcsolat is van, azaz egy lexikai egységet alkotnak.
Vonzata lehet igének (pl. nekimegy vminek), melléknévnek (pl. gazdag vmiben), lexikalizált melléknévi igenévnek (pl. való vmi vmire, való vkinek vmi, való vki vhonnan), esetleg számnévnek (pl. első a hetedikesek közül). Más nyelvekben az elöljárók vonzatairól is lehet beszélni, pl. az angolban minden elöljáró tárgyesetet vonz (pl. to me), a német an pedig tárgyesetet vagy részes esetet is vonzhat. Ennek mintájára úgy is mondhatjuk, hogy a magyar túl névutó superessivus esetet vonz (pl. túl a folyón).
A vonzat maga a magyarban lehet szófajilag nézve ragos vagy névutós névszó, mondattanilag pedig határozó (vágyik valamire, ill. sóvárog valami után), melyeket állandó határozónak vagy vonzathatározónak is hívnak, míg a határozók többi előfordulását szabad határozónak nevezik. A vonzat emellett tárgy is lehet (kíván valamit), valamint szigorúan véve az alanyt is annak tekintjük, ez azonban a predikatív szerkezetben jelentkezik. A vonzat ‑ra/‑re ragos utalószóval kapcsolt alárendelt tagmondatot rövidítve főnévi igenévként is jelentkezhet, pl. nincs ideje olvasni (vö. nincs ideje arra, hogy olvasson).
A vonzatok legtöbbször az alaptag továbbképzésével is megőrződnek: bízik valakiben > bizalom vkiben, a barátaikban bízó emberek.

## Vonzat és szabad bővítmény
A vonzat elkülönítendő a szabad bővítménytől, amelynek elhagyása nem okoz mondattani hiányt, pl. a gyerekek [a folyosón] [a szünetben] [izgatottan] stb. beszélgetnek. A szabad bővítmény fókuszba hozható, pl. Az öregek a kapu mellett beszélgettek mondatból kiemelhetjük a határozót a fókuszba: A kapu mellett történt, hogy az öregek beszélgettek. A vonzattal azonban nem végezhető el ugyanez: abból a mondatból, hogy Az öregek a kapu mellett álltak, nem emelhető ki a fenti módon a határozó: „A kapu mellett történt, hogy az öregek álltak.” A vonzat ugyanis nem egyszerűen a cselekvés körülményét nevezi meg, hanem annak szerves részét képezi.
A vonzatszerkezet alaptagjára rákérdezni sem lehet a vonzata nélkül, pl. a Gizi az asztalra feküdt mondatra nem lehetséges úgy rákérdezni: Mit csinált Gizi az asztalra? (A vonzatszerkezet egészére már rákérdezhetünk: Mit csinált Gizi? – Az asztalra feküdt.) A szabad bővítményt tartalmazó mondat igéjére ezzel szemben önállóan is rákérdezhetünk, például a Gizi az asztalon feküdt mondatra úgy, hogy Mit csinált Gizi az asztalon? A hol? kérdésre felelő helyjelölők gyakran inkább „valódi”, szabad határozók, amelyek a mondat egészéhez tartoznak, míg a hová? típusúak inkább vonzatok, így az igéhez kapcsolódnak.

## Kötelező és fakultatív vonzat
A vonzatnak két fajtáját különböztetik meg, a kötelező és a fakultatív (lehetséges) vonzatot. Közös jellemzőjük, hogy értelmileg mindkettő elválaszthatatlanul kapcsolódik az alaptaghoz, és alakjuk is meghatározott. A kötelező vonzat azonban nem hagyható el (pl. foglalkozik vmivel, képes vmire, jártas vmiben), mert nélküle a mondat agrammatikussá válik, a fakultatív vonzat viszont elhagyható (pl. olvas [vmit], gondolkodik [vmin], szerelmes [vkibe]).
A fakultatív vonzatok úgy különíthetők el a szabad bővítményektől (pl. a szobában olvas, gyorsan olvas), hogy az utóbbiaknak többféle alakja (ragja, névutója) is lehet, különféle határozókra utalhatnak (időre, helyre, módra stb.), és jelentésben sem tartoznak úgy a szerkezetbe, mint a vonzat (pl. a figyelem fogalma nem képzelhető el anélkül, hogy ne irányulna valamire, míg a helye, ideje, intenzitása szabadon megválasztható). – A szabatosabb meghatározást l. az előző szakaszban.

## A bővítmények egy másik felosztása
A fenti felosztással rokonítható az a szemlélet, amely a vonzatszerű mondatfunkciós részeket három csoportra osztja:
- Kötelező: az állítmány mellől semmilyen körülmények között sem hiányozhat, például ragaszkodik vkihez/vmihez, lakik vhol (elmaradása agrammatikus, azaz nyelvileg hibás mondatot eredményez) – vö. kötelező vonzat.
- Reprezentálható: a minimális szerkezethez tartozik, de bizonyos körülmények között elhagyható. Ilyenkor létére és többnyire grammatikai minőségére is többnyire utalást találunk a megmaradt konstrukció formai és/vagy tartalmi jegyeiben, és mindig beleértjük a mondatba. Ennek elmaradásakor jön létre hiányos mondat. Például: meggyógyít (vkit), hozzáfog (vmihez) – vö. fakultatív vonzat.
- Fakultatív: nem tartozik a mondat minimális szerkezetéhez, s így elmaradása nem hagy hiányt a mondatban. Például: (Jóízűen) alszik, (a fűben) fekszik – vö. szabad bővítmény.

## A vonzatok száma és alakja
Egy szó gyakran több vonzatot is megkíván: pl. A főnök elküldetett egy levelet a titkárnőjével a minisztériumba mondatban összesen négy vonzat szerepel (az alanyt is beleértve) – ez a magyarban a maximum. A vonzat nélküli igék a személytelen igék, pl. havazik. Azt a tulajdonságot, hogy egy szó hány és milyen vonzatot kíván meg, a valenciaelmélet írja le. A valenciát jelentősen befolyásolja az igenem (pl. visszaható, műveltető formák).
Bizonyos szavak többféle vonzattal is állhatnak azonos, rokon vagy akár eltérő jelentésben: kész a házasságra, kész házasodni (azonos jelentés), megtanít vmit vkinek vagy vkit vmire (rokon jelentés, elméleti és gyakorlati tudásra utalva), segít vkinek, vkit, vkin (a két fél közti viszonytól, a rászorulás módjától függően), figyel vkit, ill. vkire (a mozdulatait, ill. a szavait). Egyes szavaknál csak az a feltétel, hogy az adott jelentésben nem állhatnak önmagukban, pl. a van, él, született ige: Juli 1990-ben/Ráckevén/augusztusban született, szemben a születés tényét hangsúlyozó, vonzat nélküli formával: Kislány született.
Sokszor a többjelentésű szavak adott mondatbeli jelentése is a jelentéssel összefüggő vonzatukból (vagy annak hiányából) állapítható meg: odavan valamiért (rajong), de odavan valami miatt (kétségbeesett), nekivág vminek (belekezd), de nekivág vmit vkinek (erővel odadob). Másfelől gyakran szinonim értelmű szavak is különféle vonzatot igényelnek maguk mellé: remél vmit, de bízik vmiben.
A vonzatok alakja az egyes nyelvekben jelentősen eltérhet, így a szavakat vonzatukkal együtt kell megtanulni (pl. magyarul találkozik vkivel, ‑val/‑vel ragos határozó, angolul viszont meet someone, tárgy).

## A vonzat szerepe az eset meghatározásában
Az újabb felfogású magyar leíró nyelvtanok az eset meghatározásában is a vonzatra támaszkodnak, és így definiálják az esetragot:
Valamely toldalék akkor és csakis akkor esetrag, ha a vele toldalékolt főnév (tulajdonképpen: főneves szerkezet) lekötheti az ige valamely, alakja szempontjából is meghatározott vonzatát.
Ennek alapján nem tekintjük például esetragnak (csak határozói képzőnek) az ‑ul/‑ül toldalékot a rosszul bánik vmivel/vkivel szerkezetben, hiszen ugyanezt a helyet ‑an/‑en ragos alak is kitöltheti: ügyesen bánik vmivel.